# Physalaemus signifer
Physalaemus signifer är en groddjursart som först beskrevs av Girard 1853.  Physalaemus signifer ingår i släktet Physalaemus och familjen Leiuperidae. IUCN kategoriserar arten globalt som livskraftig. Inga underarter finns listade i Catalogue of Life.